# Présent (grammaire)
Pour les articles homonymes, voir Présent.
En grammaire, le terme « présent » dénomme dans un sens général une valeur temporelle fondamentale, celle qui exprime le caractère actuel du procès exprimé par le verbe, s’opposant à deux autres valeurs temporelles fondamentales, le passé et le futur. Dans un sens plus restreint, dans la grammaire de certaines langues, le présent désigne des classes de la conjugaison du verbe qui indiquent en principe la concomitance avec le moment où le locuteur parle,.
En fonction de la langue considérée, il existe plus ou moins de formes de présent. Elles diffèrent selon le mode verbal, la diathèse (la voix), l’aspect et le mode d’action.

## Valeurs du présent de l'indicatif
Au mode indicatif, une même forme de présent peut représenter non seulement la valeur de présent mais aussi, à l’aide du contexte, les autres valeurs temporelles fondamentales, le passé et le futur. C’est pourquoi, le présent de l’indicatif est considéré comme le terme non marqué du temps en tant que trait grammatical. La valeur du présent est parfois précisée par un complément du verbe.

### En tant que temps absolu
Le temps présent est appelé « absolu » lorsque sa valeur ne dépend pas du temps d’un autre verbe. C’est surtout le cas dans les phrases simples et dans les propositions principales.
Premièrement, il y a une valeur du temps présent qui se limite au moment de la parole, et d’autres qui incluent ce moment dans une plage de temps qui comprend le passé et le futur aussi.
La valeur d’actualité consiste en ce que le procès est limité au moment de la parole. Exemples :
- (fr) Il écrit une lettre à son amie[4] ;
- (en) It’s raining now, look « Il pleut maintenant, regarde »[5] ;
- (ro) Acum plec « Maintenant je m’en vais »[2] ;
- (hr) Imam za tebe jedno iznenađenje « J’ai une surprise pour toi »[6] ;
- (hu) Sétálunk a parkban « Nous nous promenons dans le parc »[7].

La valeur omnitemporelle indique le fait que le procès peut se placer à n’importe quel moment du présent, du passé et du futur. À son tour, ce présent peut être gnomique ou itératif.
Le présent gnomique se trouve dans des définitions, théorèmes, maximes, proverbes, etc. :
- (fr) Qui se ressemble s’assemble[8] ;
- (en) York lies on the River Ouse « York se trouve sur la rivière Ouse »[5] ;
- (ro) Împărțirea este o operație matematică « La division est une opération mathématique »[2] ;
- (hr) Zrela kruška sama pada littéralement « La poire mûre tombe d’elle-même » (proverbe)[6].

Le présent itératif exprime une action périodique répétée :
- (en) The old man takes the dog for a walk every morning « Le vieux monsieur promène le chien tous les matins »[5] ;
- (ro) Avionul de Paris are cinci curse săptămânal « L’avion de Paris a cinq vols par semaine »[2] ;
- (cnr) Svako jutro pere zube « Il se brosse les dents tous les matins »[9] ;
- (hu) Minden nap bemegyek a városba « Je vais tous les jours en ville »[7].

Deuxièmement, la forme de présent est parfois utilisée pour les autres valeurs temporelles fondamentales, sans lien avec le présent.
Il peut s’agir du futur, dans le registre courant :
- (fr) J’arrive dans cinq minutes[8] ;
- (en) I’m going home tomorrow « Demain je rentre chez moi »[10] ;
- (ro) Mâine plec la Constanța « Demain je pars pour Constanța »[2] ;
- (sr) Sutra dolazim kod tebe « Demain je viens chez toi »[11].

En hongrois, la forme de présent peut exprimer le futur soit seulement à l’aide d’un complément circonstanciel de temps adéquat (Holnap levelet írok « Demain j’écris une lettre »), soit avec un tel complément et en même temps avec un préfixe qui rend le verbe d’aspect perfectif, soit seulement avec un tel préfixe : (Jövőre) elveszlek feleségül « (L’année prochaine) je t’épouse ».
Le verbe utilisé au présent de l’indicatif au lieu de l’impératif se réfère également au futur :
- (fr) Vous prenez la première rue à droite[8] ;
- (en) You turn left at the church « Tu tournes / Vous tournez à gauche à l’église »[5] ;
- (ro) Stingi chiar acum lumina și te culci! « Tu éteins la lumière tout de suite et tu te couches ! »[13] ;
- (hr) Odmah da dođu svi ovamo! « Que tous viennes tout de suite ici »[14],[15] ;
- (hu) Elmegy a sarokig, és ott jobbra fordul « Vous allez jusqu’au coin de la rue et là vous tournez à droite »[16].

La forme de présent peut aussi exprimer des procès passés par rapport au moment de la parole, dans le registre courant ou soutenu, ce dernier dans certaines œuvres littéraires ou dans des ouvrages d’histoire. Il s’agit du présent appelé « historique » ou « narratif » :
- (fr) Soudain tous les regards se tournent vers la porte [...] (Michel Butor)[8] ;
- (en) Last week I’m walking down this street... « La semaine dernière, je descends cette rue... »[10] ;
- (ro) Ștefan cel Mare devine domn în 1457 și moare în 1504 « Étienne le Grand devient prince régnant en 1457 et meurt en 1504 »[17] ;
- (cnr) Jutros uđem u pogrešan autobus i zakasnim u školu « Hier je prends le mauvais bus et je me mets en retard à l’école »[9].

### En tant que temps relatif
Parfois, la forme de présent a une valeur qui est en rapport avec le temps d’un autre verbe. On dit alors que c’est un temps relatif ou de relation. C’est surtout le cas dans des propositions subordonnées, dont le prédicat est en rapport avec leur verbe régissant.
On peut, par exemple, utiliser le présent à valeur de futur dans le discours indirect, dans une proposition dont le verbe régissant est au futur :
- (fr) Si on m’interroge, je dirai que je ne suis pas au courant de cette affaire[18] ;
- (ro) Voi spune că nu am bani « Je dirai que je n’ai pas d’argent »[3].

En français il est obligatoire d’utiliser le présent pour le prédicat d’une proposition circonstancielle conditionnelle introduite par la conjonction si, dont le verbe régissant est au futur : S’il fait beau, on ira se promener en forêt. Il y a la même règle en anglais : If it rains, the reception will take place indoors « S’il pleut, la réception aura lieu à l’intérieur ».
Il y a une construction analogue, mais facultative, en BCMS (bosnien, croate, monténégrin et serbe), avec la mention que le verbe au présent doit être d’aspect perfectif : (sr) Ako nađem ključ, doneću ti ga « Si je trouve la clé, je te l’apporterai ». De même, dans une phrase complexe ayant la proposition principale au futur, sa proposition de temps peut avoir le prédicat au présent à valeur de futur, toujours à condition qu’il soit perfectif : Oni će igrati tango dok ne padnu od umora « Ils danseront le tango jusqu’à ce qu’ils tombent de fatigue ». En fait, dans ces langues, on ne peut pas employer les verbes perfectifs à la forme de présent avec une valeur de présent, sauf exception, facultativement, pour des actions répétées.
En BCMS et en hongrois, le prédicat d’une proposition subordonnée est au présent pour exprimer la simultanéité avec son verbe régissant au passé:
- (sr) Pitao sam ga šta traži u mojoj sobi « Je lui ai demandé ce qu’il cherchait dans ma chambre »[11] ;
- (hu) Azt hittem, hogy alszik « Je croyais qu’il/elle dormait »[22].

En roumain c’est possible sans être obligatoire, l’imparfait aussi étant possible (N-am observat că vine / venea după mine « Je n’ai pas remarqué qu’il/elle me suivait »), mais ce n’est pas correct dans la plupart des cas en français, ni en anglais.

## Le présent à d’autres modes
À d’autres modes que l’indicatif il y a une forme de présent s’il y a aussi une forme ou des formes d’un autre temps. Ces formes de présents aussi peuvent avoir une valeur autre que celle de présent.
En français il y a un présent à tous les modes :
- subjonctif : Il faut que j’aille chez le dentiste[24] ;
- conditionnel : Félix et Béatrice aimeraient avoir un deuxième enfant[25] ;
- impératif : Ferme la porte ![26] ;
- infinitif : Nous voulons savoir la vérité[27] ;
- participe : Les personnes ayant un ticket bleu doivent se présenter au contrôle[28] ;
- gérondif : Elle aime travailler en écoutant de la musique[29].

En roumain il y a un présent, comme en français, au subjonctif, au conditionnel et à l’infinitif, ainsi qu’à un autre mode, pour lequel le français n’a pas de forme spécifique, le présomptif : Ce vei fi făcând tu acum? « Qu’est-ce que tu peux bien faire en ce moment ? » (emploi absolu), Cred că n-o fi suferind mult « Je pense qu’il/elle ne doit pas beaucoup souffrir » (emploi relatif).
En BCMS, pratiquemet seul l’indicatif a une forme de présent et des formes de passé. Au conditionnel on emploie une seule forme, qui exprime aussi bien le présent que le passé, ce qui ressort du contexte : (sr) Htela bih da pogledam radnju « Je voudrais voir le magasin » vs Ko bi pomislio da će nas tako prevariti! « Qui aurait cru qu’on nous tromperait à ce point ! »
En hongrois il y a une forme de présent au conditionnel et au participe. Le participe présent est opposé non seulement au passé, mais aussi au futur : verseket író kamaszlány « une adolescente écrivant des poèmes » vs a múlt században épített templom (passé) „une église construite au siècle dernier », et az alkalmazandó szabályok (futur) « les règles à appliquer ».

## Formation du présent
La forme de présent peut être simple ou composée (avec un verbe auxiliaire). Cela dépend de plusieurs facteurs : la langue considérée, les traits du verbe tels que la diathèse, le mode, l’aspect et le mode d’action.

### Formes simples
Il existe des formes simples et sans aucun affixe grammatical autre que les désinences personnelles, à la voix active, au mode indicatif, exprimant l’aspect imperfectif, dans toutes les langues mentionnées dans cet article. Même la désinence peut être zéro. Les formes contenant un affixe lexical sont également à ranger dans cette catégorie. Sont ainsi les verbes suivants des exemples ci-dessus : (fr) il écrit, (en) you turn (désinence zéro) « tu tournes / vous tournez », (ro) plec (désinence zéro) « je pars », (hr) imam « j’ai », (hu) sétálunk « nous nous promenons ».
Il y a des formes de présent simples et avec des affixes grammaticaux en plus des désinences, dans des langues à un degré relativement grand de synthétisme, comme le hongrois.
La forme de présent peut contenir des préfixes grammaticaux pour exprimer l’aspect perfectif, en BCMS ou en hongrois :
- (sr) Ako nađem ključ, doneću ti ga « Si je trouve la clé, je te l’apporterai »[11] ;
- (hu) Elolvassa a könyvet « Il/Elle lit/lira le livre » (d’un bout à l’autre) vs Olvassa a könyvet « Il/Elle lit le livre » (action durative)[35].

Il y a aussi des suffixes spécifiques pour les aspects, certains pour le perfectif, d’autres pour l’imperfectif, en BCMS : (sr) Oni će igrati tango dok ne padnu od umora « Ils danseront le tango jusqu’à ce qu’ils tombent de fatigue » (perfectif), (cnr) Završavamo pripreme za ljetovanje « Nous terminons justement les préparatifs pour les vacances (d’été) ».
Le hongrois a des suffixes pour le présent de plusieurs catégories de verbes :
- passifs : Az árban benne foglaltatik « Il est compris dans le prix... »[37] ;
- réfléchis : Fésülködöm « Je me peigne »[38] ;
- factitifs : Olga új ruhát csináltat a szabójával « Olga se fait faire une nouvelle robe par son couturier »[37] ;
- potentiels : A nővéred még meggyógyulhat « Ta sœur peut encore guérir »[39] ;
- au conditionnel : Ha gazdag lennék, házat vennék « Si j’étais riche, j’achèterais une maison »[40] ;
- à l’impératif-subjonctif : Menj orvoshoz! « Va chez le médecin ! »[41], Várjuk, hogy induljon « Nous attendons qu’il/elle parte »[42].

### Formes composées
Les formes composées de présent sont caractéristiques surtout pour les langues ayant un degré relativement important d’analytisme, comme l’anglais, par exemple. À la voix active il a une forme composée d’indicatif présent, appelée « présent continu », à côté d’un présent appelé « simple ». Il est formé avec l’auxiliaire be « être » au présent simple et le verbe à sens lexical à la forme appelée gerund. Le présent continu est utilisé pour le mode d’action duratif, surtout avec la valeur d’actualité du présent : I’m just ironing this shirt « Je suis en train de repasser cette chemise ». Le présent simple exprime surtout d’autres valeurs de ce temps : This book belongs to my sister « Ce livre appartient à ma sœur ».
En anglais et dans d’autres langues il y a aussi d’autres formes composées de présent, à la voix passive et à d’autres modes que l’indicatif :
- à la voix passive :
  - (fr) Notre équipe de football est dirigée par M. Lévêque[44] ;
  - (en) Books are lent for a period of three weeks « Les livres sont prêtés pour une période de trois semaines »[45] ;
  - (ro) Romanul acesta e / ar fi / să fie citit de către mulți « Ce roman est/serait lu / Que ce roman soit lu par beaucoup de gens »[46] ;
  - (sr) Staklo je premazano zaštitnim slojem « Le verre est enduit d’une couche protectrice »[47].
- au conditionnel, à la voix active :
  - (ro) Aș face totul pentru tine « Je ferais tout pour toi »[48] ;
  - (cnr) Popio bih nešto toplo « Je boirais bien quelque chose de chaud »[49].

En roumain, le présent du présomptif est également composé : Ce vei fi făcând tu acum? « Qu’est-ce que tu peux bien faire en ce moment ? ».

## Le rôle morphologique de la forme de présent
La forme de présent des verbes auxiliaires a aussi un rôle morphologique, participant à la constitution de nombre de formes composées à divers modes. En français, par exemple, il y a à tous les modes une forme de passé composé avec le présent de l’auxiliaire. Dans d’autres langues aussi il y a des formations analogues.
En roumain, les auxiliaires ont certaines formes personnelles spécialisées pour cette fonction, différentes de leurs formes de verbes à sens lexical.
- Le passé composé de l’indicatif a pour seul auxiliaire a avea « avoir » : Am citit o carte de nuvele « J’ai lu un livre de nouvelles »[50].
- L’une des formes de futur de l’indicatif a pour auxiliaire le verbe a voi « vouloir » : Omenirea va găsi probabil noi surse de energie « L’humanité trouvera probablement de nouvelles sources d’énergie »[51].
- L’infinitif passé se forme avec le seul auxiliaire a fi « être » : Faptul de a nu fi declarat adevărul l-a pus într-o lumină proastă « Le fait de ne pas avoir déclaré la vérité l’a mis dans une mauvaise lumière »[52].

En BCMS aussi il y a une forme de passé de l’indicatif, avec le seul auxiliaire biti « être » au présent. Elle correspond au passé composé français si le verbe est perfectif, et à l’imparfait si le verbe est imperfectif : (cnr) Kad smo ušli u dvoranu, svi su śeđeli mirno i čekali početak predstave « Quand nous sommes entrés dans la salle, tous étaient assis et attendaient calmement que le spectacle commence ». Le futur aussi se forme avec le présent d’un auxiliaire, hteti « vouloir » : (cnr) Śutra ćeš odnijeti pismo na poštu « Demain tu porteras la lettre à la poste ».
En hongrois on forme deux temps composés avec un auxiliaire au présent : le futur de l’indicatif, avec l’auxiliaire fog (Nem fogom eltűrni, hogy így beszélj velem « Je ne tolérerai pas que te me parles comme ça »), et le conditionnel passé, avec l’auxiliaire volna, conditionnel présent du verbe van « être », à la 3e personne du singulier, avec cette forme à toutes les personnes : Ha gazdag lettem volna, házat vettem volna « Si j’avais été riche, j’aurais acheté une maison ».

## Sources bibliographiques
- (ro) Avram, Mioara, Gramatica pentru toți [« Grammaire pour tous »], Bucarest, Humanitas, 1997  (ISBN 973-28-0769-5)
- (hr) Barić, Eugenija et al., Hrvatska gramatika [« Grammaire croate »], 2de édition revue, Zagreb, Školska knjiga, 1997  (ISBN 953-0-40010-1)
- (ro) Bărbuță, Ion et al., Gramatica uzuală a limbii române [« Grammaire usuelle du roumain »], Chișinău, Litera, 2000  (ISBN 9975-74-295-5) (consulté le 23 avril 2019)
- (ro) Bidu-Vrănceanu, Angela et al., Dicționar general de științe. Științe ale limbii [« Dictionnaire général des sciences. Sciences de la langue »], Bucarest, Editura științifică, 1997  (ISBN 973-440229-3) (consulté le 23 avril 2019)
- (cnr) Čirgić, Adnan ; Pranjković, Ivo ; Silić, Josip, Gramatika crnogorskoga jezika [« Grammaire du monténégrin »], Podgorica, Ministère de l’Enseignement et des Sciences du Monténégro, 2010  (ISBN 978-9940-9052-6-2) (consulté le 23 avril 2019)
- (ro) Coteanu, Ion, Gramatica de bază a limbii române [« Grammaire de base du roumain »], Bucarest, Albatros, 1982 (consulté le 12 avril 2023)
- (en) Crystal, David, A Dictionary of Linguistics and Phonetics [« Dictionnaire de linguistique et de phonétique »], 4e édition, Blackwell Publishing, 2008  (ISBN 978-1-4051-5296-9) (consulté le 12 avril 2023)
- Delatour, Yvonne et al., Nouvelle grammaire du français, Paris, Hachette, 2004  (ISBN 2-01-155271-0) (consulté le 23 avril 2019)
- Dubois, Jean et al., Dictionnaire de linguistique, Paris, Larousse-Bordas/VUEF, 2002 (consulté le 12 avril 2023)
- (en) Eastwood, John, Oxford Guide to English Grammar [« Guide Oxford de la grammaire anglaise »], Oxford, Oxford University Press, 1994  (ISBN 0-19-431351-4) (consulté le 12 avril 2023)
- (hu) Erdős, József (dir.), Küszöbszint. Magyar mint idegen nyelv [« Niveau-seuil. Hongrois langue étrangère »]. Université technique de Budapest, Institut de linguistique, Groupe pour le hongrois, 2001 (consulté le 23 avril 2019)
- Grevisse, Maurice et Goosse, André, Le Bon Usage. Grammaire française, Bruxelles, De Boeck Université, 2007, 14e édition,  (ISBN 978-2-8011-1404-9) (consulté le 12 avril 2023)
- (sr) Klajn, Ivan, Gramatika srpskog jezika [« Grammaire de la langue serbe »], Belgrade, Zavod za udžbenike i nastavna sredstva, 2005  (ISBN 86-17-13188-8) (consulté le 12 avril 2023)
- (en) Rounds, Carol, Hungarian: an Essential Grammar [« Grammaire fondamentale du hongrois »], Londres / New York, Routledge, 2001  (ISBN 0-203-46519-9) (consulté le 12 avril 2023)
- Szende, Thomas et Kassai, Georges, Grammaire fondamentale du hongrois, Paris, Langues et mondes – l’Asiathèque, 2007  (ISBN 978-2-91-525555-3) (consulté le 23 avril 2019)